# Erich Burgener
Erich Burgener (ur. 15 lutego 1951 w Raron) – piłkarz szwajcarski grający na pozycji bramkarza. W swojej karierze rozegrał 64 mecze w reprezentacji Szwajcarii.

## Kariera klubowa
Karierę piłkarską Burgener rozpoczynał w klubie FC Raron. W 1970 roku przeszedł do Lausanne Sports i w sezonie 1970/1971 zadebiutował w nim w pierwszej lidze szwajcarskiej. W klubie z Lozanny występował do końca sezonu 1980/1981 i był jego pierwszym bramkarzem. W 1981 roku zdobył z Lausanne Puchar Szwajcarii.
W 1981 roku Burgener przeszedł z Lausanne Sports do Servette FC. W sezonie 1984/1985 wywalczył z Servette swój jedyny w karierze tytuł mistrza Szwajcarii. Sezon wcześniej (1983/1984) zdobył z nim szwajcarski puchar. W barwach Servette grał do końca sezonu 1986/1987, czyli do końca swojej kariery.
| Sezon   | Klub            | Kraj       | Rozgrywki      | Mecze | Bramki |
| ------- | --------------- | ---------- | -------------- | ----- | ------ |
| 1970/71 | Lausanne Sports | Szwajcaria | Nationalliga A | 18    | 0      |
| 1971/72 | Lausanne Sports | Szwajcaria | Nationalliga A | 22    | 0      |
| 1972/73 | Lausanne Sports | Szwajcaria | Nationalliga A | 26    | 0      |
| 1973/74 | Lausanne Sports | Szwajcaria | Nationalliga A | 26    | 0      |
| 1974/75 | Lausanne Sports | Szwajcaria | Nationalliga A | 26    | 0      |
| 1975/76 | Lausanne Sports | Szwajcaria | Nationalliga A | 26    | 0      |
| 1976/77 | Lausanne Sports | Szwajcaria | Nationalliga A | 31    | 1      |
| 1977/78 | Lausanne Sports | Szwajcaria | Nationalliga A | 32    | 0      |
| 1978/79 | Lausanne Sports | Szwajcaria | Nationalliga A | 29    | 0      |
| 1979/80 | Lausanne Sports | Szwajcaria | Nationalliga A | 26    | 0      |
| 1980/81 | Lausanne Sports | Szwajcaria | Nationalliga A | 24    | 0      |
| 1981/82 | Servette FC     | Szwajcaria | Nationalliga A | 30    | 0      |
| 1982/83 | Servette FC     | Szwajcaria | Nationalliga A | 29    | 0      |
| 1983/84 | Servette FC     | Szwajcaria | Nationalliga A | 22    | 0      |
| 1984/85 | Servette FC     | Szwajcaria | Nationalliga A | 30    | 0      |
| 1985/86 | Servette FC     | Szwajcaria | Nationalliga A | 22    | 0      |
| 1986/87 | Servette FC     | Szwajcaria | Nationalliga A | 7     | 0      |

## Kariera reprezentacyjna
W reprezentacji Szwajcarii Burgener zadebiutował 22 czerwca 1973 w wygranym 1:0 towarzyskim meczu ze Szkocją, rozegranym w Bernie. W swojej karierze grał też w: Euro 76, MŚ 1978, Euro 80, MŚ 1982, Euro 84 i MŚ 1986. Od 1973 do 1986 roku rozegrał w kadrze narodowej 64 mecze.